# Ludvig Hunsbedt
Ludvig Hunsbedt, né le 11 janvier 1960, est un pilote automobile norvégien essentiellement de rallycross.

## Biographie
Il commence la compétition en 1978, sur Ford Escort RS 2000.
Il devient Champion d'Europe de rallycross en 1993 sur Ford Escort RS Cosworth, et de nouveau en 1997 sur Ford Escort RS2000 T16 4x4, obtenant ces deux mêmes saisons le titre honorifique de "Pilote Norvégien de l'année". Il est aussi vice-champion d'Europe en 2001, et 3e du championnat continental en 1994 et 1999.
Sous licence au club automobile NMK Kvinesdal, il reste fidèle à Ford pour évoluer ensuite essentiellement sur Ford Focus ERC.
Il dirige une entreprise de transport basée à Kvinesdal.